# Rudolf Kocmut
Rudolf Kocmut es un deportista yugoslavo que compitió en atletismo adaptado. Ganó dos medallas en los Juegos Paralímpicos de Verano, oro en Nueva York y Stoke Mandeville 1984 y plata en Seúl 1988.

## Palmarés internacional
| Juegos Paralímpicos | Juegos Paralímpicos                              | Juegos Paralímpicos | Juegos Paralímpicos |
| Año                 | Lugar                                            | Medalla             | Prueba              |
| ------------------- | ------------------------------------------------ | ------------------- | ------------------- |
| 1984                | Nueva York (EE. UU.) Stoke Mandeville (R. Unido) | Medalla de oro      | 400 m C7            |
| 1988                | Seúl (Corea del Sur)                             | Medalla de plata    | 1500 m C7           |